# 李知順
李知顺（975年—1028年），辽朝官员，原籍并州、汾州一带，在汴州、洛州一带长大，出仕宋朝。
辽统和二十二年（1004年），辽兵攻宋，被俘。辽朝太后萧绰、皇帝辽圣宗任用他为官。辽统和二十四年（1006年）擢为西头供奉官，一年后，升为中京宫苑副使。开泰三年（1014年），授为颁给大使。东征高丽，李知顺率军至鸭绿江，断桥破车阵，加颁给库使。开泰五年（1016年），改授金紫崇禄大夫、检校太保、千牛卫大将军、知内承宣事兼御史大夫上柱国、陇西郡开国伯、食邑七百户。开泰七年（1018年），拜中京内省使、知宫苑司事，加食邑九百户、检校太傅，遥领扬州节度使，超过三品。太平八年（1028年）五月二十九去世，时年五十四岁。其妻皇甫殿直之女，儿子李希言，娶妻赵氏，生李张五、李十一。